# Hôpital universitaire catholique Fu-Jen
L'Hôpital universitaire catholique Fu-Jen (en chinois, 天主教輔仁大學附設醫院) est un hôpital à Taishan District, Nouveau Taipei, Taïwan fondé en 2017,,.
L'hôpital prend la "Mayo Clinic de Taiwan" comme cible de développement.

## Histoire

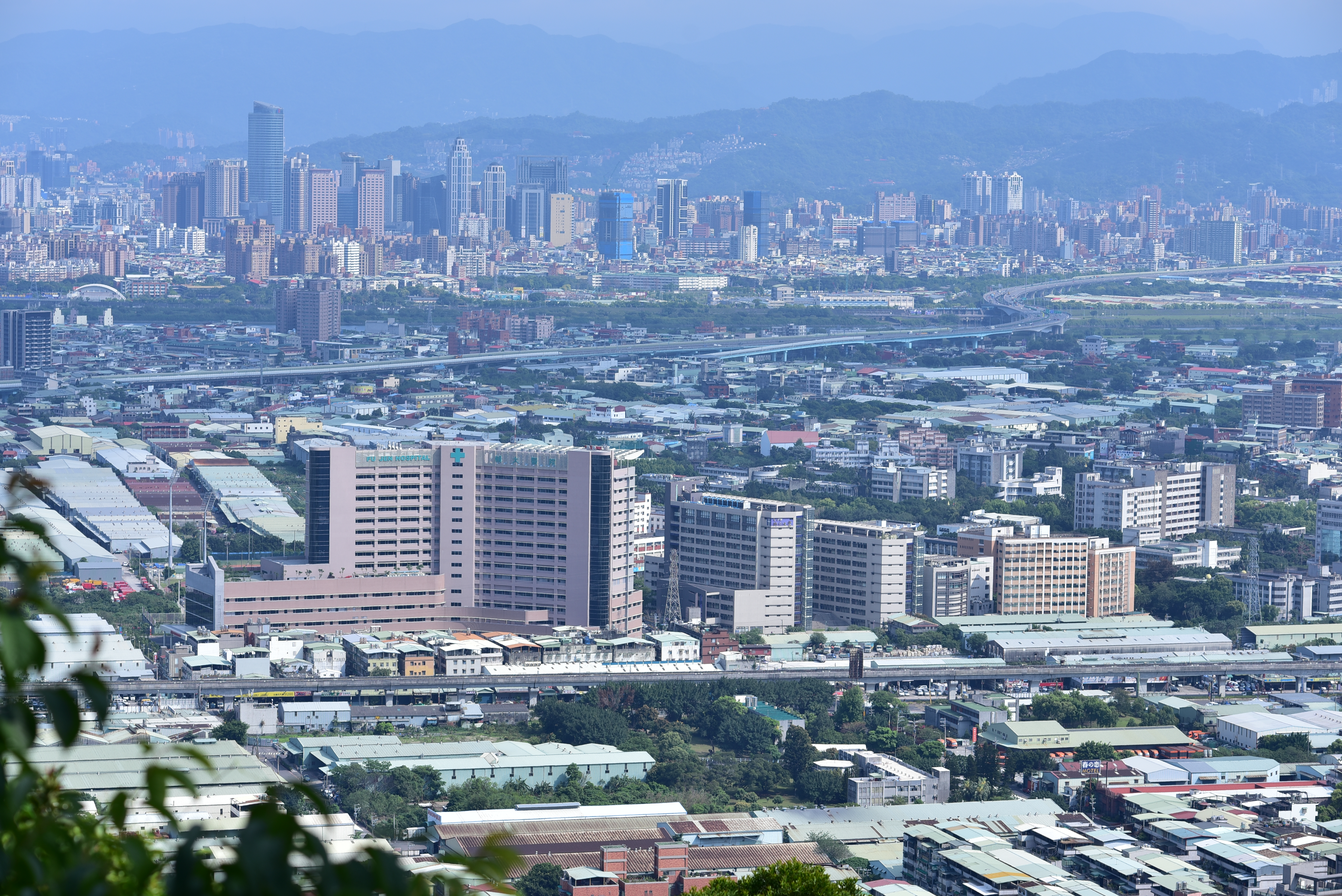
Vue aérienne de l'hôpital.

En 1990, le Collège de médecine de l'Université catholique Fu-Jen a été créé.
En 2007, la clinique universitaire a été ouverte à Fu-Jen Collège de médecine.
En 2017, l'hôpital universitaire a été établi.